# Hanna Jarkiewicz
Hanna Jarkiewicz, po mężu Widun (ur. 31 sierpnia 1954 we Wrocławiu) – polska wioślarka, olimpijka z Moskwy 1980.
Zawodniczka AZS Wrocław, a potem AZS Politechnika Wrocław. Wielokrotna mistrzyni Polski (17) w czwórce podwójnej i dwójce podwójnej.
Uczestniczka mistrzostw Europy w roku 1973 podczas których wystartowała w czwórce ze sternikiem (partnerkami były: Janina Klucznik, Aleksandra Kaczyńska, Zofia Majewska, Hanna Jankowska (sterniczka)). Polska osada zajęła 8. miejsce.
Uczestniczka mistrzostw świata w:
- roku 1977 podczas których wystartowała w dwójce podwójnej (partnerką była Aleksandra Kaczyńska). Polska osada zajęła 9. miejsce,
- roku 1979 podczas których wystartowała w czwórce ze sternikiem (partnerkami były: Aleksandra Kaczyńska, Róża Data, Maria Kobylińska, Katarzyna Żmuda (sterniczka)). Polska osada zajęła 8. miejsce.

Na igrzyskach olimpijskich w 1980 roku w Moskwie wystartowała w konkurencji dwójek podwójnych (partnerką była Janina Klucznik). Polki zajęły 5. miejsce.